# Phosphate d'aluminium
Le phosphate d'aluminium est un composé du phosphore, de l'oxygène et de l'aluminium, de formule AlPO4. Dans la nature, il se présente sous la forme du minéral berlinite. On en connaît de nombreuses formes synthétiques, qui ont des structures similaires aux zéolithes et dont certaines sont utilisées comme catalyseurs, échangeurs d'ions ou tamis moléculaires.

## Propriétés
AlPO4 est isoélectronique du dioxyde de silicium SiO2 (ou Si2O4). La berlinite ressemble au quartz et a une structure similaire, le silicium étant remplacé alternativement par l'aluminium et le phosphore (tétraèdres AlO4 et PO4). Comme le quartz, AlPO4 cristallin (berlinite) est chiral et piézoélectrique, et se convertit à haute température en des polymorphes isostructuraux de la tridymite et de la cristobalite.

## Usages

### Tamis moléculaires
Il existe de nombreux tamis moléculaires de phosphate d'aluminium, généralement appelés « ALPO ». Les premiers ont été signalés en 1982. Ils partagent tous la même composition chimique AlPO4 et ont des structures avec des cavités microporeuses. La structure est constituée d'une alternance de tétraèdres AlO4 et PO4. La berlinite cristalline plus dense, sans cavité, possède les mêmes tétraèdres alternés AlO4 et PO4. Les structures du phosphate d'aluminium varient l'une de l'autre dans l'orientation des tétraèdres AlO4 et des tétraèdres PO4 pour former des cavités de tailles différentes, et à cet égard elles sont similaires aux zéolithes de silicates d'aluminium, qui diffèrent par le fait d'avoir une structure chargée électriquement. Une préparation typique de phosphate d'aluminium implique la réaction hydrothermale d'acide phosphorique et d'aluminium sous forme d'hydroxyde, un sel d'aluminium tel que le nitrate d'aluminium ou un alcoolate à pH contrôlé en présence d'amines organiques. Ces molécules organiques agissent comme des modèles (maintenant appelés agents de direction de structure) pour diriger la croissance de la structure poreuse.

### Usage médical
Le phosphate d'aluminium (forme particulaire) est utilisé comme adjuvant immunologique dans certains vaccins (vaccins contenant des antigènes purifiés). Avec l'hydroxyde d'aluminium, le phosphate d'aluminium est l'un des adjuvants immunologiques les plus courants (agents améliorant l'efficacité) dans les vaccinations. L'utilisation d'adjuvants d'aluminium est répandue en raison de leur prix bon marché, de leur longue histoire d'utilisation et de leur efficacité avec la plupart des antigènes. On ne sait pas encore comment ces sels fonctionnent comme adjuvants. Bien qu'utilisées abondamment, les études de sécurité sont rares et incomplètes.

### Autres
Semblable à l'hydroxyde d'aluminium, l'AlPO4 est utilisé comme antiacide. Il neutralise l'acide gastrique (HCl) en formant de l'AlCl3 avec lui. Jusqu'à 20% de l'aluminium des sels antiacides ingérés peuvent être absorbés par le tractus gastro-intestinal - malgré certaines inquiétudes non vérifiées concernant les effets neurologiques de l'aluminium, le phosphate d'aluminium et les sels d'hydroxyde sont considérés comme antiacides sûrs quand utilisés normalement, même pendant la grossesse et l'allaitement.
Les colorants blancs pour pigments, inhibiteurs de corrosion, ciments et ciments dentaires sont des utilisations supplémentaires de l'AlPO4 en combinaison avec ou sans autres composés. Les composés apparentés ont également des utilisations similaires. Par exemple, l'Al(H2PO4)3 est utilisé dans les ciments dentaires, les revêtements métalliques, les compositions de glaçure et les liants réfractaires, et l'Al(H2PO4)(HPO4) est utilisé comme ciment, liants et adhésif réfractaire.

## Hydrates
Le dihydrate AlPO4 · 2 H2O existe dans la nature, sous la forme des minéraux variscite et méta-variscite. Sa structure est un assemblage d'unités tétraédriques et octaédriques d'anions phosphate, de cations aluminium et d'eau (PO43− est tétracoordonné, et Al3+ hexacoordonné).
On connaît un autre hydrate, mais synthétique, AlPO4 · 3/2 H2O.